# Кладопољско језеро
Кладопољско језеро је језеро на планини Зеленгора, у Националном парку Сутјеска, Република Српска, БиХ. Кладопољско језеро је површине око 2,5 хектара, а дубоко је око 8 до 10 метара. Дужина језера износи око 250 метара а ширина око 100 метара. Кладопољско је планинско језеро и налази се на 1.380 метара надморске висине. Језеро се налази 10 км од села Обља (Калиновик). Од овога језера, путем према Масној бари води пут ка Штиринском језеру.

## Историја
Назив Кладопољско, ово језеро је добило по кладама (балванима) који се налазе на дну језера. Због прозирности воде, хладноће воде и надморске висине, кладе (балвани) на дну језера и данас изгледају очувано. Око самог језера нема стабала, али претпоставља се да је овај дио Зеленгоре у прошлости био шумовит, те је поред језера ишао пут којим су се извлачили блавани. Претпоставља се и да су чобани из овога краја посјеченим стаблима зачепили природну вртачу у коју је понирао поток.

## Екосистем
Једина врста рибе у овом планинском језеру је поточна пастрмка која се мријести у потоку који се улива у језеро.